# Station Valmondois
Station Valmondois is het spoorwegstation van de Franse gemeente Butry-sur-Oise. Het station ligt aan de spoorlijn van Pierrelaye naar Creil, op kilometerpunt 36,806 van die lijn.
Het station wordt aangedaan door verschillende treinen van Transilien lijn H:
- Tussen Paris-Nord en Persan - Beaumont, via Ermont - Eaubonne
- Tussen Pontoise, Persan - Beaumont en Creil

## Vorige en volgende stations
| Richting   | Vorig station   | Lijn    | Volgend station       | Richting                   |
| ---------- | --------------- | ------- | --------------------- | -------------------------- |
| Paris-Nord | Mériel          | Trans H | L'Isle-Adam - Parmain | Persan - Beaumont          |
| Pontoise   | Auvers-sur-Oise | Trans H | L'Isle-Adam - Parmain | Creil of Persan - Beaumont |